# Sân bay Port Said
Sân bay Port Said (IATA: PSD, ICAO: HEPS) là một sân bay tại thành phố Port Said, Ai Cập, nằm ở điểm cuối phía bắc của kênh đào Suez.

## Tai nạn
Trong một chuyến bay huấn luyện ngày 15 tháng 1 năm 2008, một chiếc Beech C90B King Air của Nuclear Centre Survey rơi cách sân bay 500 m khi thực hiện nhào lộn làm cả phi công chính và phi công được huấn luyện thiệt mạng.